# Callichroma
Genre
Callichroma est un genre d'insectes de la famille des Cerambycidae, de la sous-famille des Cerambycinae, de la tribu des Callichromatini.

## Ssytématique
Ce genre a été décrit par l'entomologiste français Pierre André Latreille en 1816 sous le nom de Callichroma.

### Synonymie
- Pallene (Gistel, 1848)
- Callichroma (Diotecnon) (Schmidt, 1924)
- Diotecnon (Schmidt, 1924)
- Schwarzerion (Schmidt, 1924)
- Schmidtianum (Podany, 1965)
- Mionochroma (Schmidtianum) (Podany, 1965)

## Taxinomie
Liste des espèces
- Callichroma atroviride (Schmidt, 1924)
- Callichroma auricomum (Linnaeus, 1767)
- Callichroma batesi (Gahan, 1894)
- Callichroma cosmicum (White, 1853)
- Callichroma cyanomelas (White, 1853)
- Callichroma distinguendum (Gounelle, 1911)
- Callichroma euthalia (Bates, 1879)
- Callichroma gounellei (Achard, 1910)
- Callichroma holochlorum (Bates, 1872)
- Callichroma iris (Taschenberg, 1870)
- Callichroma magnificum ( Napp & Martins, 2009)
- Callichroma minimum (Podany, 1965)
- Callichroma omissum (Schmidt, 1924)
- Callichroma onorei (Giesbert, 1998)
- Callichroma seiunctum (Schmidt, 1924)
- Callichroma sericeum (Fabricius, 1792)
- Callichroma velutinum (Fabricius, 1775)
- Callichroma viridipes (Bates, 1879)

## Articles liés
- Callichromatini
- Liste des Cerambycinae de Guyane